# The Crew 2
The Crew 2 é um jogo eletrônico de corrida, desenvolvido pela Ivory Tower e publicado pela Ubisoft. Foi lançado em 29 de junho de 2018 para Microsoft Windows, PlayStation 4 e Xbox One, e em 25 de março de 2020 para Google Stadia. É a sequência de seu título antecessor, The Crew de 2014. Possui um ambiente de mundo aberto persistente para vagar livremente em uma escala reduzida do mapa dos Estados Unidos. O jogo permite que os jogadores controlem uma variedade de veículos, incluindo carros, motocicletas, barcos, aviões e hovercrafts.

## Jogabilidade
Semelhante ao seu antecessor, The Crew 2 é um jogo de corrida. No jogo, os jogadores assumem o controle de um piloto de corrida relativamente desconhecido, que está tentando fazer o seu caminho para se tornar bem sucedido em várias disciplinas. Possui um ambiente de mundo aberto persistente para corridas e vagueamento livre em uma escala reduzida do mapa dos Estados Unidos. Além dos carros, o jogador também podem controlar outros tipos de veículos, incluindo aviões, motocicletas e barcos. Cada veículo tem sua própria física de controle, o que significa que a jogabilidade é diferente quando os jogadores estão controlando diferentes tipos de veículos. Os jogadores podem alternar entre o controle de ar, terra e veículos do mar instantaneamente. O jogo possui quatro mundos de hub diferentes, cada um com seu próprio tema e estilo de jogo. Esses temas incluem off-road, street racing, pro racing e freestyle. A personalização do veículo também será exibida no jogo. Semelhante ao primeiro jogo, colocará uma grande ênfase no multiplayer. Ele também possui um modo de multiplayer cooperativo, que permite aos jogadores se juntarem a diferentes eventos de invasão de rali. Este modo também pode ser jogado solo com uma inteligência artificial.

## Desenvolvimento
The Crew 2 foi desenvolvido pela Ivory Tower, uma subsidiária da editora Ubisoft. Partes do desenvolvimento foram baseadas no feedback recebido do título anterior. Uma crítica importante era que os jogadores não tinham liberdade suficiente para explorar o mundo e fazer missões. Para resolver o problema, a Ubisoft revisou o sistema de progressão do jogo e decidiu não se concentrar muito na narrativa do jogo, o que exigiria que os jogadores completasse missões em uma ordem muito específica e, em vez disso, dividisse o jogo em vários mundos de hub, cada um representando um único estilo de condução. Os jogadores podem permanecer nesses centros para desempenhar as missões que os interessam e não precisam serem forçados a visitar outros centros para desempenhar missões que não os interessam. O conteúdo para download de The Crew, Wild Run, que foi positivamente revisado pelos jogadores, também levou o estúdio a se concentrar mais no desenvolvimento de conteúdo sobre corridas offroad.
Como o jogo possui uma variedade de veículos, a Ivory Tower também precisava melhorar os gráficos do jogo. De acordo com o produtor do jogo, Stephane Jankowski, esses novos tipos de veículos permitem que os jogadores explorem o mundo aberto com novas perspectivas. Por exemplo, voar com um avião significa que os jogadores podem ver objetos muito distantes. Como resultado, o motor teve que ser modificado para melhorar significativamente a distância de renderização do jogo. O motor também foi atualizado para incluir outros aprimoramentos, como nuvens atmosféricas e vegetação realista. O controle do jogo foi projetado para ser mais acessível, mas "difícil de se dominar".
O jogo foi anunciado em maio de 2017 durante a Ubisoft's earning's call. Foi oficialmente revelado na E3 2017 acompanhado de um trailer cinematográfico e demonstrações de jogabilidade. O jogo foi inicialmente previsto para ser lançado para o Microsoft Windows, PlayStation 4 e Xbox One em 16 de março de 2018, no entanto, no início de dezembro de 2017, a Ubisoft anunciou que o jogo foi adiado para meados de ou até o final de 2018, para oferecer aos desenvolvedores mais tempo para entregar um produto de qualidade. Um beta foi lançado antes do lançamento oficial do jogo.

## Recepção
The Crew 2 recebeu críticas mistas de acordo com o agregador de resenhas Metacritic, com uma nota 68/100 baseado em 13 resenhas para a sua versão de PlayStation 4, 66/100 baseado em 10 resenhas para a sua versão de Xbox One, e 61/100 baseado em 4 resenhas para a sua versão de Microsoft Windows.